# تشوي وونغ
تشوي وونغ هو ممثل كوري جنوبي ولد في 28 ديسمبر 1986، شارك في مسلسل بغض النظر.

## روابط خارجية
- تشوي وونغ على موقع IMDb (الإنجليزية)
- تشوي وونغ على موقع قاعدة بيانات الفيلم (الإنجليزية)